# Regius Professor of Materia Medica and Therapeutics (Aberdeen)
Der Regius Professor of Materia Medica and Therapeutics war eine 1860 gegründete Regius Professur für Materia medica, also der heutigen Pharmakologie, an der University of Aberdeen in Schottland.:551 Die University of Aberdeen wurde durch die Zusammenlegung von Marischal College und King’s College durch den Universities (Scotland) Act von 1858 gegründet.:551 Zusammen mit der Gründung wurden der University mehrere Regius Professuren durch Königin Victoria gestiftet, darunter auch die Professur für Materia Medica.:551
Neben dieser Professur gibt es eine weitere Professur an der University of Glasgow, die 1766 gegründete Regius Professor of Materia Medica, die seit den 1980ern mit einer anderen Professur zusammengelegt wurde.

## Inhaber
| Name                                    | Namenszusatz                                                                                 | von          | bis           | Anmerkungen |
| --------------------------------------- | -------------------------------------------------------------------------------------------- | ------------ | ------------- | --- |
| Alexander Harvey                        | M.A., M.D.                                                                                   | 1835         | 1878          | Harvey erhielt seine Ausbildung am Marischal College, einem der beiden Gründungs-Colleges der University of Aberdeen, und an der University of Edinburgh.:563 Dort erlangte er auch 1935 den M. D.:563 Er lehrte einige Jahre Physiologie am Marischal College und Medizin am Kings College.:563 Sein bekanntestes Werk ist das gemeinsam mit seinem Amtsnachfolger Alexander Dyce Davidson (s. u.) verfasste A Syllabus of Materia Medica.:563 |
| Alexander Dyce Davidson:563–564         |                                                                                              | 1878         | 1886          | Davidson hatte einige Jahre als Harveys Assistent gearbeitet und sich zusätzlich als Augenchirurg betätigt.:563–564 1886 erlitt er während einer Vorlesung einen Schlaganfall, dem er eine Stunde später im Alter von 41 Jahren erlag.:563 |
| John Theodore Cash:564                  | M.B., C.M., M.R.C.S., M.D., F.R.S.                                                           | 1887         | 1919          | |
| Charles Robertshaw Marshall:564:427 ff. | M.A., M.D.                                                                                   | 1919         | 30. Sep. 1930 | Marshall hatte zuvor an der University of St. Andrews gelehrt.:427 ff. Sowohl dort, als auch in Aberdeen war er ein angesehener Lehrer.:427 ff. Marshall war noch sehr der Tradition verhaftet, entfernte aber schon viel unwissenschaftlichen Ballast vom Fachgebiet.:427 ff. Marshalls Lehrbücher Textbook of Materia Medica (1905) und Manual of Perscribing (1907) markieren den Wandel von der Materia Medica zur Pharmakologie.:427 ff. |
| David Campbell:564                      | Esquire, M.C., M.A., B.Sc., M.B.ChB.; M.D.                                                   | 1. Okt. 1930 | 1959          | Campbell wurde an der Ayr Academy und der University of Glasgow ausgebildet, wo er nicht nur in Medizin, sondern gleichzeitig auch noch in den Künsten und Wissenschaften, also drei Abschlüsse gleichzeitig erfolgreich war. Unmittelbar nach seiner Graduierung 1916 ging er in ein Rekrutierungsbüro des Militärs leistete seinen mit Military Cross dekorierten Dienst in Frankreich. Nach seiner Entlassung 1919 ging er zurück nach Glasgow, wo er seinen Ruf als hervorragender Dozent, Arzt und Administrator begründete. 1924 wurde seine Doktorarbeit mit der begehrten Bellahouston Gold Medal ausgezeichnet. 1925/26 wurde er einer der ersten Fellows der Rockefeller-Stiftung an der Johns-Hopkins-Universität. 1930 wechselte er an die University of Aberdeen und übernahm die Regius Professur. Zwei Jahre nach Amtsantritt wählten ihn die Fellows der Universität zum Dekan er medizinischen Fakultät. Er wurde der Kopf einer Bewegung von Glasgow-ausgebildeten Medizinern, die dem ländlichen Aberdeen eine gründliche Neuausrichtung verpassten. Neben Campbell selbst waren dies John Cruickshank, John Young, James Learmonth und Dugald Baird. Diese Männer leisteten den Großteil der Arbeit, der die medizinische Fakultät heute ihre Reputation verdankt. Campbells Lehrbuch über Pharmakologie war ein Klassiker seiner Zeit. Campbell wurde mit Ehren überschüttet. 1954 geadelt, Ehrendoktortitel der Universitäten Aberdeen, Dublin, Glasgow, Liverpool, Durham, Fellowships des Royal College of Physicians in London und Glasgow sowie eine Mitgliedschaft in der Royal Society of Edinburg sind nur die wichtigsten der Auszeichnungen. |
| Alastair Goold Macgregor                | B.Sc., M.B., Ch.B., F.R.C.P.S., M.R.C.P., M.D., M.R.C.P.E., F.R.C.P.E., F.R.C.P.G., F.R.C.P. | 1959         | 1. Juni 1972  | Macgregor übernahm die Professur 40-jährig. Sein Einfluss auf die britische Pharmakologie lässt sich durch das von ihm mitverlegte Standardwerk zur Pharmazie, Textbook of Medical Treatment (Dunlop, Alstead and Macgregor), sowie durch seinen Einfluss auf National Formulary und Prescribers Journal, beides wichtige Fachpublikationen, ermessen. |
| William Walker                          | Esq., M.A., M.B., Ch.B., F.R.C.P.                                                            | 6. Mai 1973  | 1982          | 1982 verzichtete Walker vorzeitig auf die Regius Professur. |
| zurzeit nicht bekannt                   |                                                                                              |              |               | |